# Alan Rough
Alan Rough, né le 25 novembre 1951 à Glasgow (Écosse) est un footballeur écossais, qui évoluait au poste de gardien de but à Partick Thistle et en équipe d'Écosse. Il fait partie du Scottish Football Hall of Fame, depuis 2013, lors de la dixième session d'intronisation. Il fait aussi partie du Tableau d'honneur de l'équipe d'Écosse de football, où figurent les internationaux ayant reçu plus de 50 sélections pour l'Écosse, étant inclus dès la création de ce tableau d'honneur en février 1988.

## Carrière
- 1969-1982 : Partick Thistle
- 1982-1988 : Hibernian
- 1985-1991 : Orlando Lions
- 1988-1989 : Celtic FC
- 1989 : Hamilton Academical
- 1989-1990 : Ayr United

## Palmarès

### En équipe nationale
- 53 sélections et 0 but avec l'équipe d'Écosse entre 1976 et 1986.

### Avec les Partick Thistle
- Vainqueur de la Coupe de la Ligue écossaise de football en 1972.
- Vainqueur du Championnat d'Écosse de football D2 en 1971 et 1976.

### Avec le Celtic de Glasgow
- Vainqueur de la Coupe d'Écosse de football en 1989.